# 81e Golden Globe Awards
De 81e Golden Globe Awards werden op 7 januari 2024 uitgereikt in het Beverly Hilton Hotel in Beverly Hills. De prijsuitreiking bekroont het beste in film en televisie van 2023. De nominaties werden op 11 december 2023 bekendgemaakt door Cedric the Entertainer en Wilmer Valderrama.
Het is de eerste uitreiking van de awards sinds Dick Clark Productions en Eldridge de Golden Globes overnamen van de Hollywood Foreign Press Association (HFPA) in 2023. De HFPA, die de prijsuitreiking sinds de oprichting in 1943 had georganiseerd, werd na deze overname ontbonden.

## Film – winnaars en genomineerden
De winnaars staan bovenaan in vet lettertype.

### Beste film – drama
- Oppenheimer
  - Anatomy of a Fall
  - Killers of the Flower Moon
  - Maestro
  - Past Lives
  - The Zone of Interest

### Beste film – musical of komedie
- Poor Things
  - Air
  - American Fiction
  - Barbie
  - The Holdovers
  - May December

### Beste regisseur
- Christopher Nolan – Oppenheimer
  - Bradley Cooper – Maestro
  - Greta Gerwig – Barbie
  - Yorgos Lanthimos – Poor Things
  - Martin Scorsese – Killers of the Flower Moon
  - Celine Song – Past Lives

### Beste acteur in een film – drama
- Cillian Murphy – Oppenheimer
  - Bradley Cooper – Maestro
  - Leonardo DiCaprio – Killers of the Flower Moon
  - Colman Domingo – Rustin
  - Barry Keoghan – Saltburn
  - Andrew Scott – All of Us Strangers

### Beste actrice in een film – drama
- Lily Gladstone – Killers of the Flower Moon
  - Annette Bening – Nyad
  - Sandra Hüller – Anatomy of a Fall
  - Greta Lee – Past Lives
  - Carey Mulligan – Maestro
  - Cailee Spaeny – Priscilla

### Beste acteur in een film – musical of komedie
- Paul Giamatti – The Holdovers
  - Nicolas Cage – Dream Scenario
  - Timothée Chalamet – Wonka
  - Matt Damon – Air
  - Joaquin Phoenix – Beau Is Afraid
  - Jeffrey Wright – American Fiction

### Beste actrice in een film – musical of komedie
- Emma Stone – Poor Things
  - Fantasia Barrino – The Color Purple
  - Jennifer Lawrence – No Hard Feelings
  - Natalie Portman – May December
  - Alma Pöysti – Fallen Leaves
  - Margot Robbie – Barbie

### Beste mannelijke bijrol in een film
- Robert Downey jr. – Oppenheimer
  - Willem Dafoe – Poor Things
  - Robert De Niro – Killers of the Flower Moon
  - Ryan Gosling – Barbie
  - Charles Melton – May December
  - Mark Ruffalo – Poor Things

### Beste vrouwelijke bijrol in een film
- Da'Vine Joy Randolph – The Holdovers
  - Emily Blunt – Oppenheimer
  - Danielle Brooks – The Color Purple
  - Jodie Foster – Nyad
  - Julianne Moore – May December
  - Rosamund Pike – Saltburn

### Beste script
- Justine Triet en Arthur Harari – Anatomy of a Fall
  - Greta Gerwig en Noah Baumbach – Barbie
  - Tony McNamara – Poor Things
  - Christopher Nolan – Oppenheimer
  - Eric Roth en Martin Scorsese – Killers of the Flower Moon
  - Celine Song – Past Lives

### Beste filmmuziek
- Ludwig Göransson – Oppenheimer
  - Jerskin Fendrix – Poor Things
  - Joe Hisaishi – The Boy and the Heron
  - Mica Levi – The Zone of Interest
  - Daniel Pemberton – Spider-Man: Across the Spider-Verse
  - Robbie Robertson – Killers of the Flower Moon

### Beste nummer
- "What Was I Made For?" (Billie Eilish en Finneas O'Connell) – Barbie
  - "Addicted to Romance" (Bruce Springsteen) – She Came to Me
  - "Dance the Night" (Mark Ronson, Andrew Wyatt, Dua Lipa en Caroline Ailin) – Barbie
  - "I'm Just Ken" (Mark Ronson en Andrew Wyatt) – Barbie
  - "Peaches" (Jack Black, Aaron Horvath, Michael Jelenic, Eric Osmond en John Spiker) – The Super Mario Bros. Movie
  - "Road to Freedom" (Lenny Kravitz) – Rustin

### Beste film – niet-Engelstalig
- Anatomy of a Fall (Frankrijk)
  - Fallen Leaves (Finland)
  - Io Capitano (Italië)
  - Past Lives (Verenigde Staten)
  - Society of the Snow (Spanje)
  - The Zone of Interest (Verenigd Koninkrijk / Verenigde Staten)

### Beste film – animatie
- The Boy and the Heron
  - Elemental
  - Spider-Man: Across the Spider-Verse
  - The Super Mario Bros. Movie
  - Suzume
  - Wish

### "Cinematic and Box Office Achievement"
- Barbie
  - Guardians of the Galaxy Vol. 3
  - John Wick: Chapter 4
  - Mission: Impossible – Dead Reckoning Part One
  - Oppenheimer
  - Spider-Man: Across the Spider-Verse
  - The Super Mario Bros. Movie
  - Taylor Swift: The Eras Tour

### Films met meerdere nominaties
De volgende films ontvingen meerdere nominaties:
| Nominaties | Film                                | Awards |
| ---------- | ----------------------------------- | ------ |
| 9          | Barbie                              | 2      |
| 8          | Oppenheimer                         | 5      |
| 7          | Killers of the Flower Moon          | 1      |
| 7          | Poor Things                         | 2      |
| 5          | Past Lives                          |        |
| 4          | Anatomy of a Fall                   | 2      |
| 4          | Maestro                             |        |
| 4          | May December                        |        |
| 3          | The Holdovers                       | 2      |
| 3          | Spider-Man: Across the Spider-Verse |        |
| 3          | The Super Mario Bros. Movie         |        |
| 3          | The Zone of Interest                |        |
| 2          | Air                                 |        |
| 2          | American Fiction                    |        |
| 2          | The Boy and the Heron               | 1      |
| 2          | The Color Purple                    |        |
| 2          | Fallen Leaves                       |        |
| 2          | Nyad                                |        |
| 2          | Rustin                              |        |
| 2          | Saltburn                            |        |

## Televisie – winnaars en genomineerden
De winnaars staan bovenaan in vet lettertype.

### Beste dramaserie
- Succession
  - 1923
  - The Crown
  - The Diplomat
  - The Last of Us
  - The Morning Show

### Beste komische of muzikale serie
- The Bear
  - Abbott Elementary
  - Barry
  - Jury Duty
  - Only Murders in the Building
  - Ted Lasso

### Beste miniserie of televisiefilm
- Beef
  - All the Light We Cannot See
  - Daisy Jones & the Six
  - Fargo
  - Fellow Travelers
  - Lessons in Chemistry

### Beste acteur in een dramaserie
- Kieran Culkin – Succession
  - Brian Cox – Succession
  - Gary Oldman – Slow Horses
  - Pedro Pascal – The Last of Us
  - Jeremy Strong – Succession
  - Dominic West – The Crown

### Beste actrice in een dramaserie
- Sarah Snook – Succession
  - Helen Mirren – 1923
  - Bella Ramsey – The Last of Us
  - Keri Russell – The Diplomat
  - Imelda Staunton – The Crown
  - Emma Stone – The Curse

### Beste acteur in een komische of muzikale serie
- Jeremy Allen White – The Bear
  - Bill Hader – Barry
  - Steve Martin – Only Murders in the Building
  - Jason Segel – Shrinking
  - Martin Short – Only Murders in the Building
  - Jason Sudeikis – Ted Lasso

### Beste actrice in een komische of muzikale serie
- Ayo Edebiri – The Bear
  - Rachel Brosnahan – The Marvelous Mrs. Maisel
  - Quinta Brunson – Abbott Elementary
  - Elle Fanning – The Great
  - Selena Gomez – Only Murders in the Building
  - Natasha Lyonne – Poker Face

### Beste acteur in een televisiefilm of miniserie
- Steven Yeun – Beef
  - Matt Bomer – Fellow Travelers
  - Sam Claflin – Daisy Jones & the Six
  - Jon Hamm – Fargo
  - Woody Harrelson – White House Plumbers
  - David Oyelowo – Lawmen: Bass Reeves

### Beste actrice in een televisiefilm of miniserie
- Ali Wong – Beef
  - Riley Keough – Daisy Jones & the Six
  - Brie Larson – Lessons in Chemistry
  - Elizabeth Olsen – Love & Death
  - Juno Temple – Fargo
  - Rachel Weisz – Dead Ringers

### Beste mannelijke bijrol op televisie
- Matthew Macfadyen – Succession
  - Billy Crudup – The Morning Show
  - James Marsden – Jury Duty
  - Ebon Moss-Bachrach – The Bear
  - Alan Ruck – Succession
  - Alexander Skarsgård – Succession

### Beste vrouwelijke bijrol op televisie
- Elizabeth Debicki – The Crown
  - Abby Elliott – The Bear
  - Christina Ricci – Yellowjackets
  - J. Smith-Cameron – Succession
  - Meryl Streep – Only Murders in the Building
  - Hannah Waddingham – Ted Lasso

### Best stand-upcomedy op televisie
- Ricky Gervais: Armageddon
  - Trevor Noah: Where Was I
  - Chris Rock: Selective Outrage
  - Amy Schumer: Emergency Contact
  - Sarah Silverman: Someone You Love
  - Wanda Sykes: I'm an Entertainer

### Series met meerdere nominaties
De volgende series ontvingen meerdere nominaties:
| Nominaties | Serie                        | Awards |
| ---------- | ---------------------------- | ------ |
| 9          | Succession                   | 4      |
| 5          | The Bear                     | 3      |
| 5          | Only Murders in the Building |        |
| 4          | The Crown                    | 1      |
| 3          | Beef                         | 3      |
| 3          | Daisy Jones & the Six        |        |
| 3          | Fargo                        |        |
| 3          | The Last of Us               |        |
| 3          | Ted Lasso                    |        |
| 2          | 1923                         |        |
| 2          | Abbott Elementary            |        |
| 2          | Barry                        |        |
| 2          | The Diplomat                 |        |
| 2          | Fellow Travelers             |        |
| 2          | Jury Duty                    |        |
| 2          | Lessons in Chemistry         |        |
| 2          | The Morning Show             |        |